# Honda NSR
La sigla NSR ha contraddistinto una serie di motociclette della casa giapponese Honda prodotte nelle cilindrate 50, 75, 125, 150 e 250 cm³. Si trattava di modelli prettamente sportivi e la produzione di serie ricalcava molto i prototipi del motomondiale come la Honda NSR 500 e la Honda RS 250 R, sia per la carenatura che per il tipo di motore 2 tempi.

## Honda NSR 50

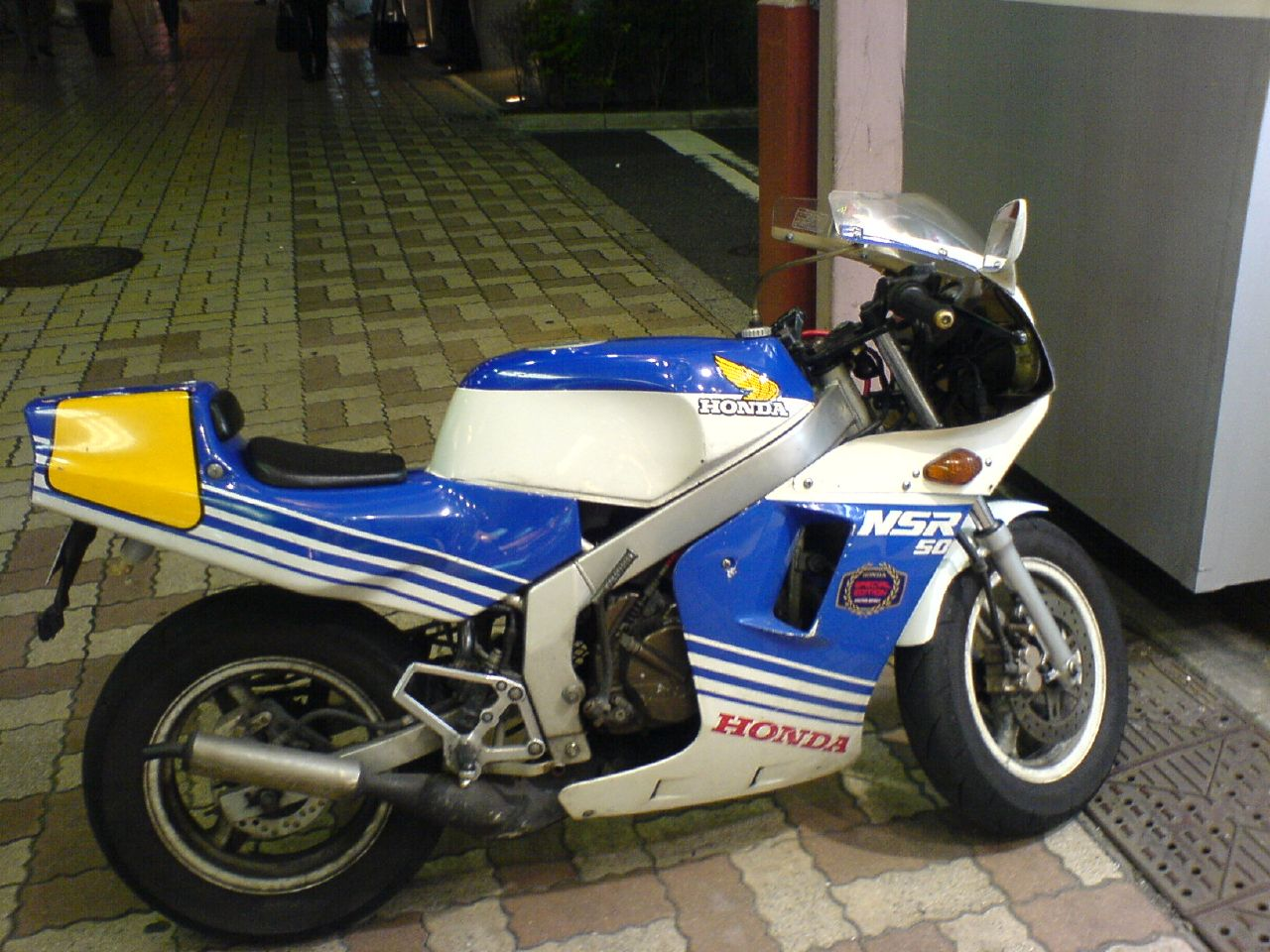
Honda NSR 50

Questo modello è stato prodotto soltanto dal 1991 al 1995 ed esteticamente era molto simile alla versione da 125 di cilindrata. Si confrontava sul mercato con modelli come la Cagiva Mito 50 e l'Aprilia RS 50.

## Honda NSR 75
Questo modello è stato prodotto per pochi anni dal 1988 al 1990 riprendendo le carenature del modello superiore ed è stato venduto in due versioni "F" e "F-II".
La differenza dei due modelli è dato dal fatto che l'"F-II" è completamente carenata, mentre la "F" è sprovvista della carenatura inferiore.

## Honda NSR 125
La versione da 125 cm³ è stata quella con il maggior successo commerciale ed è rimasta in vendita dal 1988 al 2003, prodotta in tre serie distinte.

## Honda NSR 150 SP
Questo modello è stato introdotto nel 1997 per il mercato asiatico, e mirato in particolare per i consumatori thailandesi, nel 2001 è stato rivisto e prodotto anche per il mercato australiano.
Tecnologicamente presenta il sistema a valvole RC, e il riporto al Nika-Sil per i cilindri, il motore ha un'erogazione fluida e regolare fin dai bassi regimi e il cambio è a sei marce.
La prima serie di questo modello è stato prodotto fino al 2000 ed esteticamente è molto simile all'NSR 125 terza serie, con la sella del pilota divisa da quella del passeggero, i cerchi sono a tre raggi e l'avviamento è del tipo a pedale; per quanto riguarda il telaio non presenta differenze con la 125
La seconda serie, che è stata prodotta dal 2001 al 2002, è esteticamente una replica dei modelli da competizione, con colorazione Repsol in omaggio a Michael Doohan, inoltre presenta un forcellone Honda pro-Braccio, con annesso cerchione da otto raggi, mentre l'anteriore è da sei raggi. Il motore viene aggiornato con l'adozione dell'ECU (Engine Control Unit) e dell'HECS (Honda Evolutional Catalysing System) per ridurre le emissioni di gas di scarico.

## Honda NSR 250R
La versione bicilindrica da 249 cm³ è stata quella con la maggiore cilindrata ed è rimasta in vendita dal 1987 al 1999.